# Ichneumon diversicolor
Ichneumon diversicolor är en stekelart som beskrevs av Gmelin 1790. Ichneumon diversicolor ingår i släktet Ichneumon och familjen brokparasitsteklar. Inga underarter finns listade i Catalogue of Life.